# Zanzibarsko otočje
Zanzibarski arhipelag (Arapski: أرخبيل زنجبار, Svahili: Funguvisiwa la Zanzibar) sastoji se od nekoliko otoka koji leže uz obalu istočne Afrike južno od Somalijskog mora, u Indijskom oceanu. Arhipelag je također poznat kao Otoci začina. Postoje četiri glavna otoka, tri primarna otoka s ljudskom populacijom, četvrti koraljni otok koji služi kao bitno tlo za razmnožavanje morskih ptica, plu niz manjih otočića koji ih okružuju i izolirani sićušni otočić.
Većina arhipelaga pripada poluautonomnoj regiji Zanzibar u Tanzaniji, dok su otok Mafia i povezani otočići dio regije Pwani, koja se nalazi na kopnu.

## Popis otoka

### Glavni otoci
- Otok Unguja, najveći, kolokvijalno nazvan Zanzibar, ima 896.721 stanovnika.
- Otok Pemba, drugi po veličini sa 406.808 stanovnika.
- Otok Latham (Fungu Kizimkazi), malen i nenaseljen.[2]
- Otok Mafia, sa 46.850 stanovnika.

### Okolica otoka Unguja
- Otok Bawe
- Otok Changuu
- Otok Chapwani
- Otok Chumbe
- Otok Daloni
- Otok Kwale
- Otok Miwi
- Otok Mnemba - naseljen
- Murogo pješčane obale
- Otok Nyange
- Otok Pange
- Otok Popo
- Otok Pungume
- Otok Sume
- Otok Tele
- Otok Tumbatu - naseljen
- Otok Ukombe
- Otok Uzi - naseljen
- Otok Vundwe

### Okolica otoka Pemba[3]
- Otok Fundo - naseljen
- Otok Funzi
- Otok Jombe
- Otok Kashani
- Kisiwa Hamisi
- Kisiwa Kamata
- Kisiwa Mbali
- Kisiwa N´gombe
- Otok Kojani - naseljen
- Otok Kokota - naseljen
- Otok Kuji
- Otočić Kwata
- Otok Makoongwe - naseljen
- Otok Matumbi Makubwa
- Otok Matumbini
- Otok Misali
- Otok Njao
- Otok Panani
- Otok Panza - naseljen
- Otok Shamiani - naseljen
- Otok Sumtama
- Otok Uvinje - naseljen
- Otok Vikunguni

## Vanjske poveznice
- Zanzibar.net